# 不破関

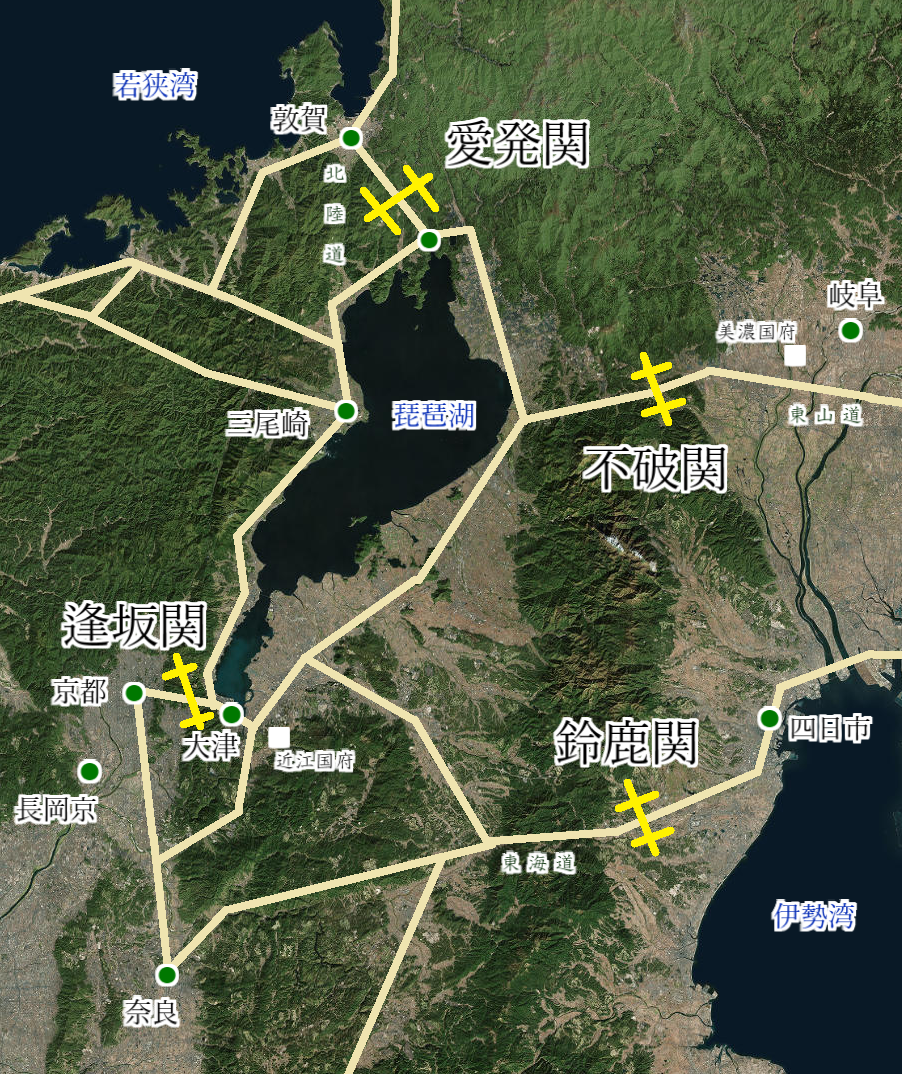
不破関のおよその位置を示した地図

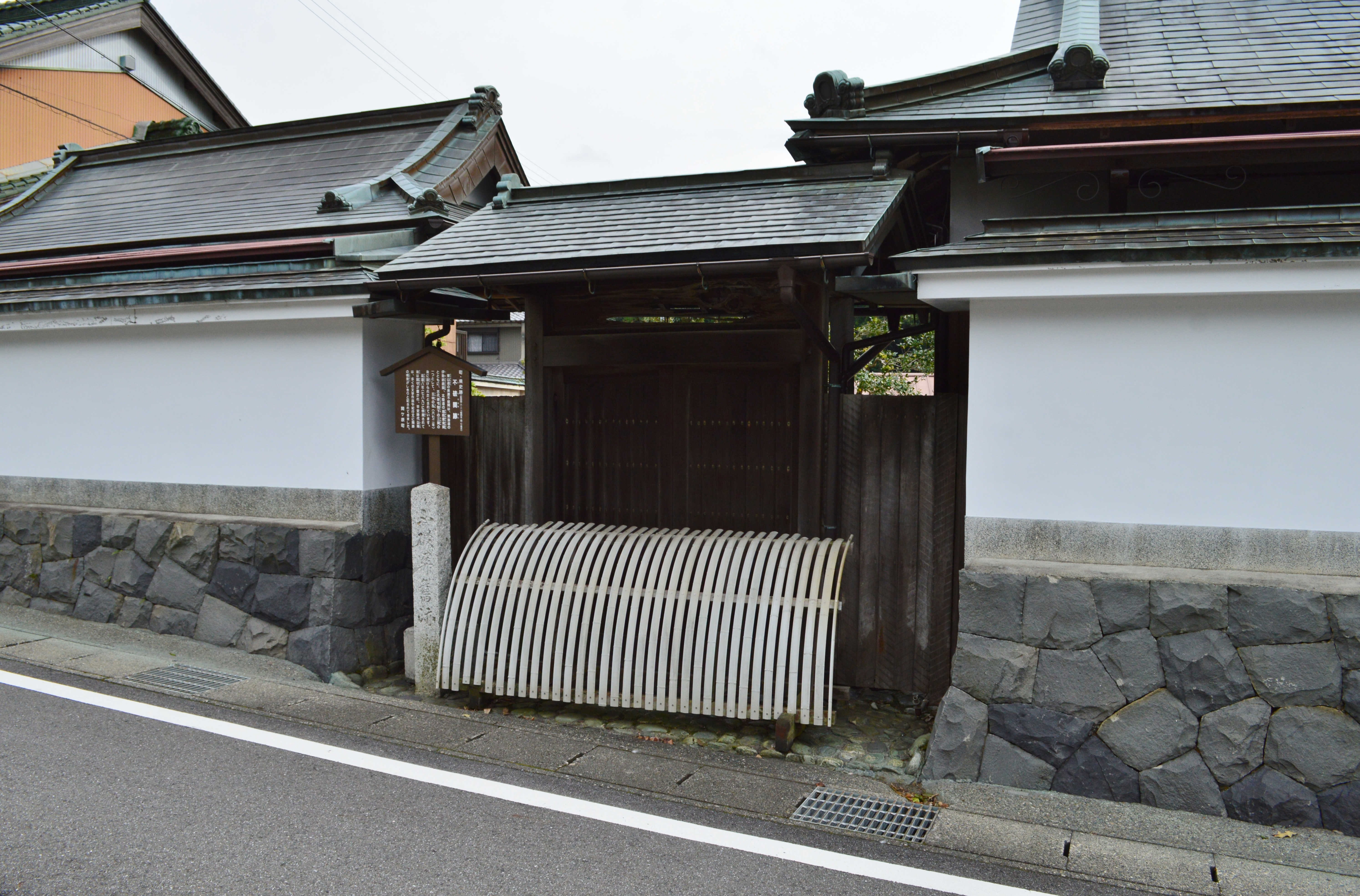
不破関跡

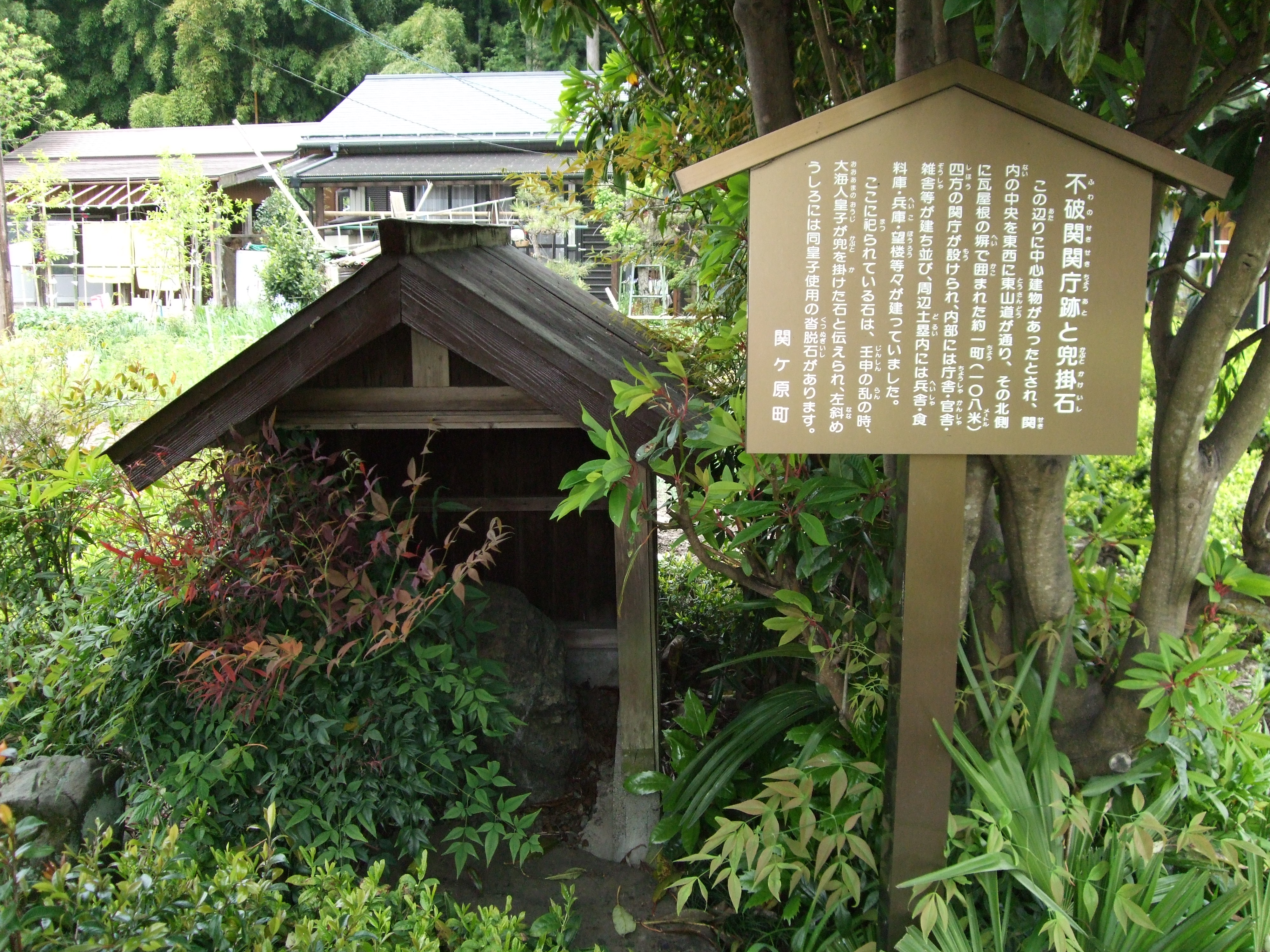
壬申の乱の時に大海人皇子が兜をかけたとされる兜掛石

不破関（ふわのせき）は、古代東山道の関所の一つ。現在の岐阜県不破郡関ケ原町にあり、史跡としては不破関跡（美濃不破関跡）と呼ばれる。

## 歴史

### 創設
『日本書紀』巻第28壬申紀（天武天皇元年（672）6月壬午（22）条）によれば、壬申の乱（672年）において大海人皇子（後の天武天皇）が美濃国出身の舎人である村国連男依らに命じ、安八麿郡（安八郡）湯沐令の多臣品治（多品治）が郡で兵の徴発を行って「不破道」を塞ぎ、これが大きな勝因となった。
壬申の乱後、律令体制のもとで都の警護のため、東海道の鈴鹿関、北陸道の愛発関とともに東山道に不破関が「三関（さんげん）」として整備された。この関より東側の地方を指して、古くは「関東」と呼ばれていた。
不破関の創設時期については、遺跡からの出土遺物のほとんどが8世紀初頭以降のもので、史料上「三関」の初見が『続日本紀』和銅元年（708) 3月乙卯（22）条であることなどから8世紀初頭と考えられている。

### 管理
軍防令置関条においては、関を置いて守固すべき場合は兵士を配し、分番で勤務・非番することとされた。特に不破関は三関であったことから、美濃国府の国司4等官が分番守固した。
不破関の範囲は1974年（昭和49年）からの調査で、藤古川の段丘崖を西側に、北、東、南の三方を土塁で囲む台形状で広さは12.4ヘクタールに及んでいた。
2023年（令和5年）には初期の政庁と考えられる8世紀前半の遺構が初めて確認された。

### 廃止
789年（延暦8年）、突如として三関停廃の詔が出され、兵器や粮糒（ろうび、食料のこと）は国府（美濃国府）に運収され、館舎は郡衙等へ移建された。ただし、三関停廃の詔以降も、灰釉陶器や山茶碗などの出土品がみられ、何らかの施設があったと想定されている。
関の停廃後も幕末まで儀礼的な「固関」（こげん）の儀式が行われた。最初に「固関」の儀式が行われたのは養老5年 (721年) 12月の元明太上天皇崩御の際で、持統太上天皇や文武天皇崩御の際に何故固関が行わなかったかについては議論がある。

## 現況

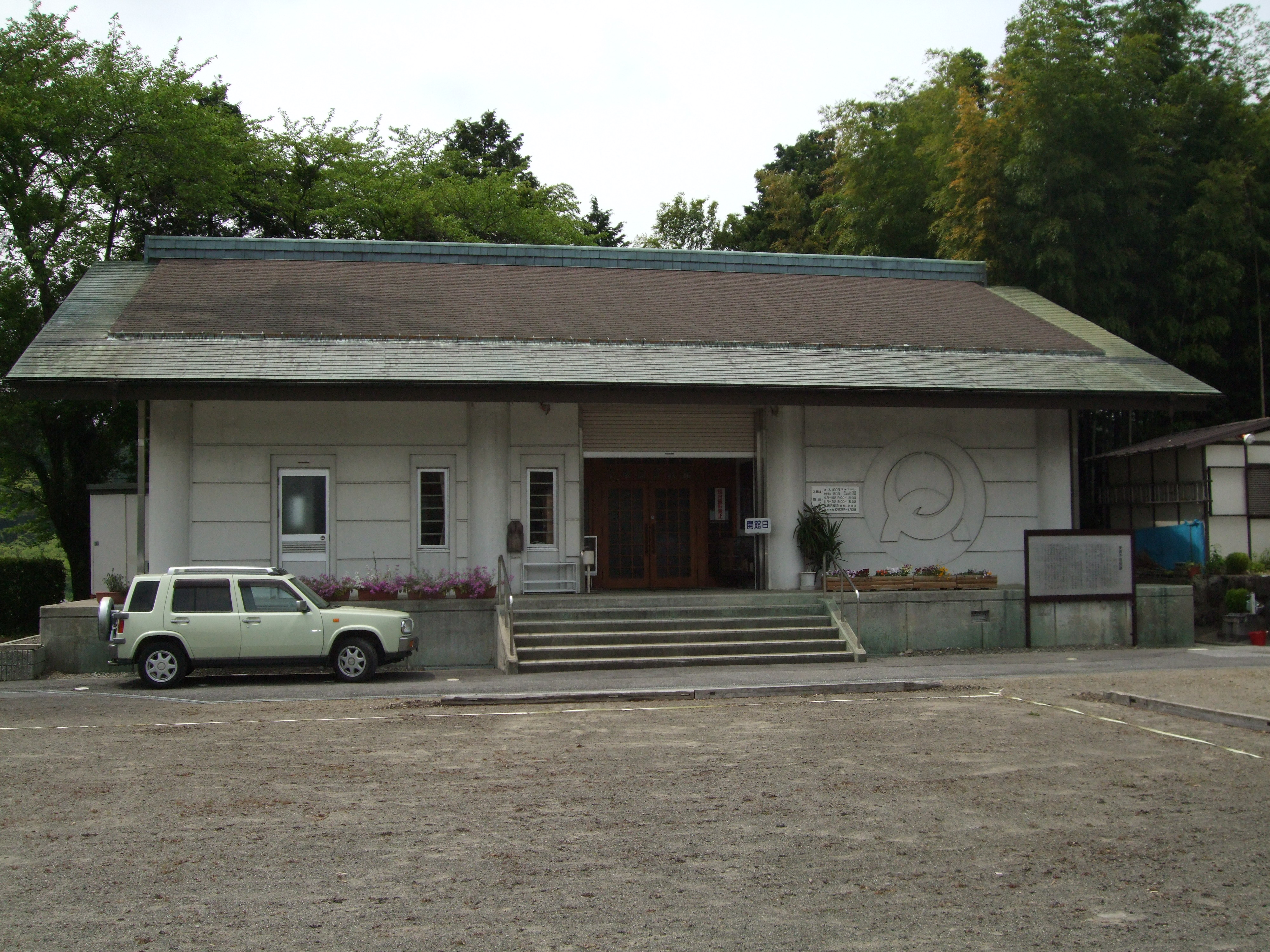
不破関資料館

- 現在の岐阜県不破郡関ケ原町松尾が不破関の所在地である。岐阜県と関ケ原町の指定史跡[4][5]。
- 敷地の一角には不破関資料館が設置され、発掘された和同開珎や陶器が展示されている。

## 文化
中世以降、多くの和歌や俳句などに歌われた。
- 「人住まぬ 不破の関屋の 板庇（びさし） あれにし後は ただ秋の風」（藤原良経）
- 「秋風や 藪も畠も 不破の関」（松尾芭蕉）
- 「しのぶ草 庇にうゑよ ふはの関」（小林一茶）
- 「大友の 王子の王に 点うちて つふす玉子の ふわふわの関」（大田南畝（蜀山人）の狂歌）

など